# Stromdiebstahlsfall
Der Stromdiebstahlsfall war eine Strafsache, über die das deutsche Reichsgericht im Jahre 1899 zu entscheiden hatte. 1896 wurde bereits ein ähnlicher Fall behandelt.
Wegen Diebstahls angeklagt war ein Monteur, der eine Stromleitung eigenmächtig angezapft hatte, um sein Zimmer kostenfrei zu beleuchten.
Gegenstand eines Diebstahls konnte und kann bis heute jedoch nur eine (fremde bewegliche) Sache sein. Dies war problematisch, denn elektrische Energie war seinerzeit eine verhältnismäßig neue Errungenschaft. Das Gericht verneinte schließlich die Sacheigenschaft mit der Begründung, dass elektrische Energie nicht körperlich sei. Die Subsumtion unter den Begriff der Sache würde somit die Wortlautgrenze überschreiten. Daher sei der objektive Tatbestand des Diebstahls als nicht erfüllt anzusehen. Eine entsprechende Anwendung auf elektrische Energie hätte gegen das strafrechtliche Analogieverbot verstoßen. In einer Bestrafung ohne gesetzliche Grundlage wiederum hätte ein Verstoß gegen den Grundsatz nulla poena sine lege ‚keine Strafe ohne Gesetz‘ gelegen. Folglich wurde der Angeklagte als unschuldig im Sinne des Gesetzes am 1. Mai 1899 freigesprochen.
Der Fall wird noch heute als Schulbeispiel dafür herangezogen, dass bei strikter Befolgung rechtsstaatlicher Prinzipien möglicherweise Strafbarkeitslücken entstehen, deren Schließung Aufgabe der Legislative ist.
Als Reaktion auf die Gerichtsentscheidung wurde bereits am 9. April 1900 durch das Gesetz betreffend die Bestrafung der Entziehung elektrischer Arbeit ein neuer Straftatbestand der Entziehung elektrischer Energie in das Reichsstrafgesetzbuch eingefügt. Heute ist dieses Vergehen in § 248c StGB enthalten.